# Ilhas Virgens Americanas nos Jogos Olímpicos de Verão de 2004
As Ilhas Virgens Americanas competiram nos Jogos Olímpicos de Verão de 2004, em Atenas, na Grécia.

## Desempenho

### Atletismo
Masculino
| Atletas       | Evento | Preliminar | Preliminar  | Quartas     | Quartas     | Semifinal   | Semifinal   | Final       | Final   |
| Atletas       | Evento | Marca      | Posição     | Marca       | Posição     | Marca       | Posição     | Marca       | Posição |
| ------------- | ------ | ---------- | ----------- | ----------- | ----------- | ----------- | ----------- | ----------- | ------- |
| Adrian Durant | 10s52  | 52º        | Não avançou | Não avançou | Não avançou | Não avançou | Não avançou | Não avançou |         |

### Tiro
Masculino
| Atleta     | Evento                | Qualificação | Qualificação | Final       | Final       | Posição |
| Atleta     | Evento                | Placar       | Posição      | Placar      | Total       | Posição |
| ---------- | --------------------- | ------------ | ------------ | ----------- | ----------- | ------- |
| Chris Rice | Pistola de ar de 10 m | 551          | 46º          | Não avançou | Não avançou | 46º     |